# ANZAC Parade
| Australian War Memorial                          | Australian War Memorial                          | Australian War Memorial                          |
| Limestone Avenue (Kreisverkehr) Fairbairn Avenue | Limestone Avenue (Kreisverkehr) Fairbairn Avenue | Limestone Avenue (Kreisverkehr) Fairbairn Avenue |
| Hellenisches Denkmal                             | ANZAC Parade                                     | Atatürk-Denkmal                                  |
| freier Standort                                  | ANZAC Parade                                     | freier Standort                                  |
| Armee-Denkmal                                    | ANZAC Parade                                     | Marine-Denkmal                                   |
| Koreakrieg-Denkmal                               | ANZAC Parade                                     | Denkmal der Armee- Krankenschwestern             |
| Vietnam-Denkmal                                  | ANZAC Parade                                     | Luftwaffen-Denkmal                               |
| Wüstenreiter-Denkmal                             | ANZAC Parade                                     | Tobruk-Denkmal                                   |
| Burenkrieg-Denkmal                               | ANZAC Parade                                     | Friedenstruppen-Denkmal                          |
| Australien-Denkmal                               | ANZAC Parade                                     | Neuseeland-Denkmal                               |
| Constitution Avenue                              | Constitution Avenue                              | Constitution Avenue                              |
| ANZAC Park West (Bürogebäude)                    |                                                  | ANZAC Park East (Bürogebäude)                    |
| Parkes Way (Springbrunnen) Parkes Way            | Parkes Way (Springbrunnen) Parkes Way            | Parkes Way (Springbrunnen) Parkes Way            |
| freier Standort                                  | Seeufer                                          | Denkmal der Rettungsdienste                      |
| Lake Burley Griffin                              | Lake Burley Griffin                              | Lake Burley Griffin                              |
| ------------------------------------------------ | ------------------------------------------------ | ------------------------------------------------ |

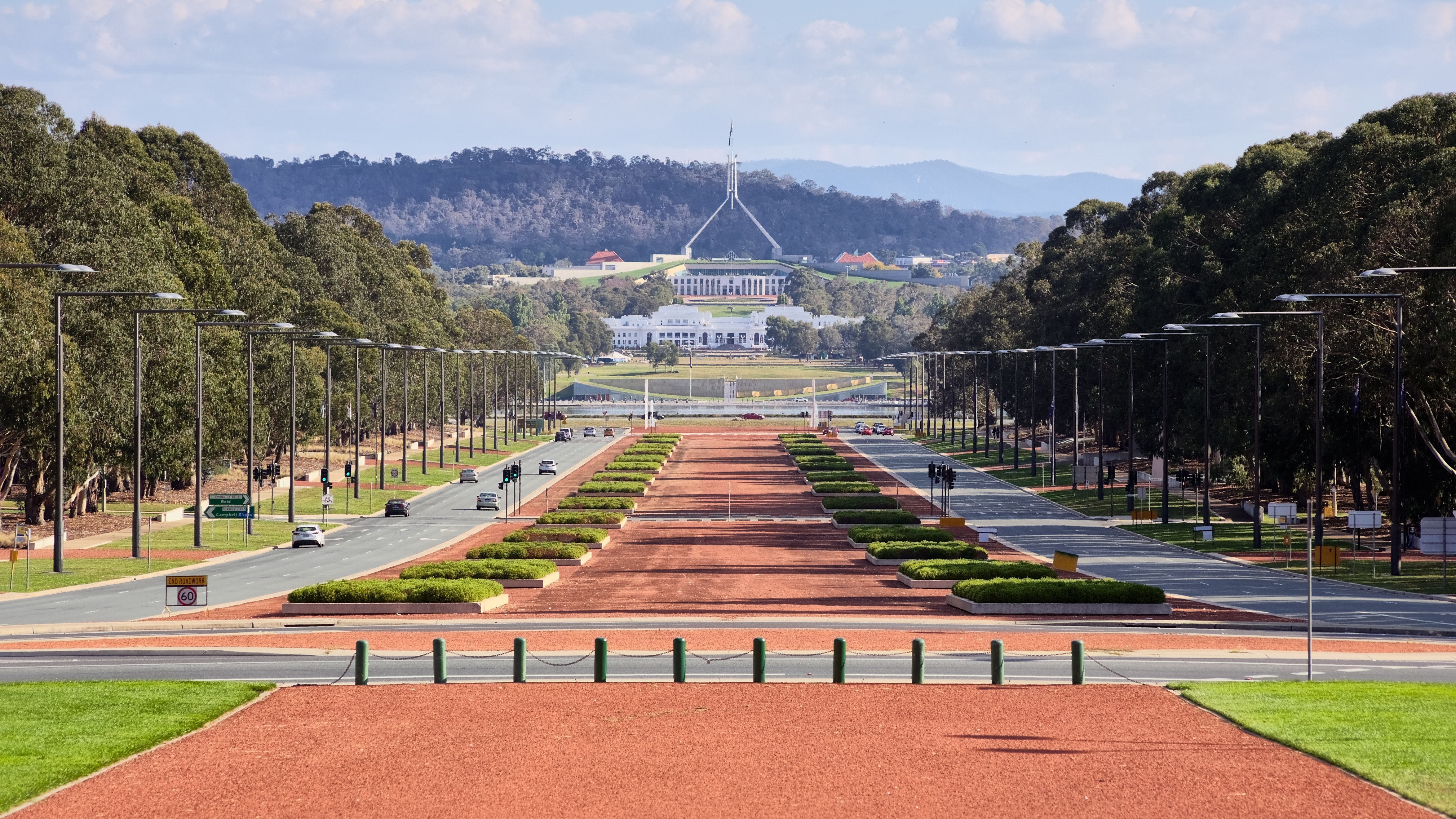
Blick in Richtung Süden zum alten und neuen Parlamentsgebäude

Die ANZAC Parade ist eine repräsentative Straße in der australischen Hauptstadt Canberra. Sie ist nach dem Australian and New Zealand Army Corps (ANZAC) benannt, das aus australischen und neuseeländischen Soldaten gebildet wurde und während des Ersten Weltkriegs in Europa kämpfte. Offiziell eingeweiht wurde die Straße am 25. April 1965 durch Premierminister Robert Menzies, am 50. Jahrestag der Schlacht von Gallipoli.

## Beschreibung
Die Straße beginnt im Süden am Lake Burley Griffin und führt zum Australian War Memorial im Norden. Sie liegt auf der Hauptachse zwischen dem Parliament House und dem Mount Ainslie und teilt die Constitution Avenue in zwei Hälften (diese wiederum bildet eine Seite des Parliamentary Triangle).
Die ANZAC Parade wird auf beiden Seiten von zahlreichen Kriegerdenkmälern und Eukalyptusbäumen gesäumt. Zwischen den beiden dreispurigen Fahrbahnen (jeweils Einbahnverkehr) befindet sich ein breites Paradegelände aus rötlichem granuliertem Gestein, flankiert von Rabatten mit flachen Hebe-Sträuchern aus Neuseeland. Am ANZAC Day (25. April) und anderen zeremoniellen Anlässen finden auf der ANZAC Parade und angrenzenden Straßen Paraden verschiedener Truppengattungen und von Veteranen statt.
An der Kreuzung von ANZAC Parade und Constitution Avenue steht die anglikanische St John the Baptist Church. Die Kirche wurde am 12. März 1845 durch den Bischof von Australien geweiht, 66 Jahre bevor Canberra zum Standort der zukünftigen Hauptstadt bestimmt wurde. Fast scheint es, als ob die Kirche genau so ausgerichtet worden wäre, dass sie in das sieben Jahrzehnte später von Walter Burley Griffin geplante, streng geometrische Straßenraster passt.
Am ANZAC Day 2006 stellte das Umweltschutz- und Denkmalschutzministerium die ANZAC Parade und das Australian War Memorial unter Denkmalschutz.

## Denkmäler

### Hellenisches Denkmal

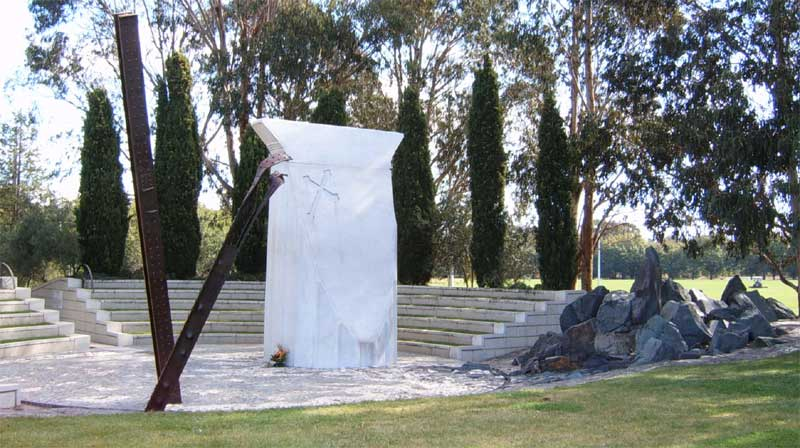
Hellenisches Denkmal

Das hellenische Denkmal (engl. Australian Hellenic Memorial) erinnert an die Australian Army, die sich im April 1941 in Griechenland vor anrückenden deutschen Truppen zurückziehen musste und einige Wochen später in der Luftlandeschlacht um Kreta besiegt wurde. Damals kamen über 5000 australische Soldaten in Kriegsgefangenschaft. Auch den Angehörigen der Royal Australian Air Force, der Royal Australian Navy und der Handelsmarine, die an diesem Konflikt beteiligt waren, wird gedacht.
Am 21. Mai 1988 weihten der australische Premierminister Bob Hawke und der griechische Vizepremierminister Ioannis Charalambopoulos das Denkmal ein. Es symbolisiert eine dorische Säule in einem Amphitheater und ist von Schwarzkiefern aus Zypern umgeben. Die mit einem Kreuz der griechisch-orthodoxen Kirche verzierte Säule steht auf einem Mosaik, das die Küstenlinie Griechenlands und der Ägäisinseln darstellt. Die beschädigten Stahlfragmente stehen für die Sinnlosigkeit und die Zerstörungen des Krieges. Hinter dem Hauptdenkmal pflanzten am 28. April 1991 die Vizepremierminister Australiens und Griechenlands, Paul Keating und Tzannis Tzannetakis, einen Baum, der an die Schlachten auf dem griechischen Festland und auf Kreta vor 50 Jahren erinnert.

### Atatürk-Denkmal

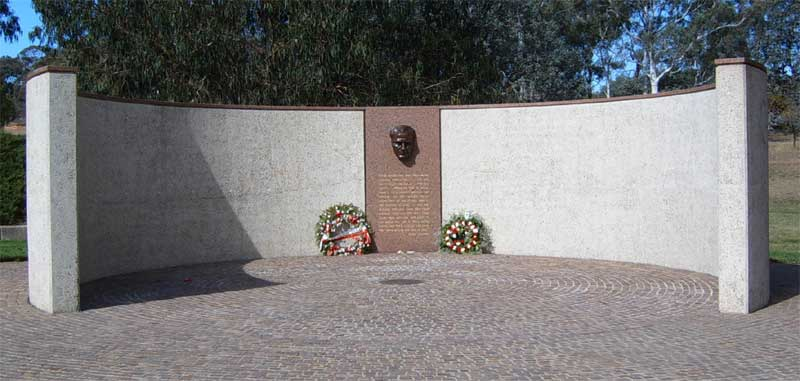
Atatürk-Denkmal

Mustafa Kemal Atatürk kommandierte die 19. osmanische Infanteriedivision, die 1915 während des Ersten Weltkrieges dem ANZAC auf der Halbinsel Gallipoli Widerstand leistete. Damals starben 8700 Australier und 2700 Neuseeländer. Acht Jahre später wurde er erster Präsident der Türkei. 1985, siebzig Jahre nach der Schlacht, benannte die türkische Regierung die Landungsstelle der australischen und neuseeländischen Soldaten in „Anzac-Bucht“ um. Im Gegenzug ließ die australische Regierung das Atatürk-Denkmal (engl. Kemal Atatürk Memorial) errichten.
Das von Aleppo-Kiefern von der Halbinsel Gallipoli gesäumte Denkmal besteht aus einer halbkreisförmigen Wand auf einer runden Fläche. Die Wand steht für den Halbmond auf der Flagge der Türkei. Im Zentrum des Denkmals befindet sich eine Zeitkapsel mit Erde von den Schlachtfeldern von Gallipoli. Die Bronzefigur in der Mitte der Wand stellt Atatürk dar. Die Inschrift darunter ist eine Botschaft Atatürks an die gegnerischen Soldatenmütter, die ihnen Trost spenden soll. Es ist das einzige Denkmal an der Straße, das einem gegnerischen Heerführer gewidmet ist.
Der englische Text der Inschrift lautet: „Those heroes that shed their blood and lost their lives… You are now lying in the soil of a friendly country. Therefore rest in peace. There is no difference between the Johnnies and the Mehmets to us where they lie side by side here in this country of ours… You, the mothers who sent their sons from faraway countries, wipe away your tears; your sons are now lying in our bosom and are in peace. After having lost their lives on this land they have become our sons as well.“ Kemal Atatürk
Die deutsche Übersetzung: „Diese Helden, die ihr Blut vergossen und ihr Leben ließen… ihr liegt nun in der Erde eines befreundeten Landes. Daher ruhet in Frieden. Denn es gibt für uns keinen Unterschied zwischen den Johnnies und den Mehmets, dort wo sie Seite an Seite in diesem unserem Lande liegen… Ihr, die Mütter, die ihre Söhne aus weit entlegenen Länder schickten, wischt weg eure Tränen. Eure Söhne liegen nun an unserer Brust und sind in Frieden. Ihr Leben in diesem Land verloren zu haben, machte sie genauso zu unseren Söhnen.“  Kemal Atatürk

### Armee-Denkmal

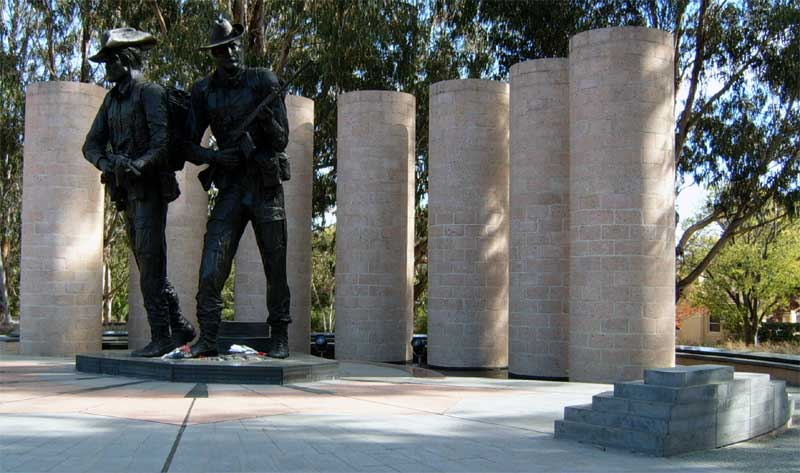
Armee-Denkmal

Das am 1. November 1989 von Generalgouverneur Bill Hayden eingeweihte Armee-Denkmal (engl. Australian Army National Memorial) erinnert an die Soldaten der Australian Army, die seit dem Burenkrieg an der Seite anderer Commonwealth-Staaten an zahlreichen Kriegen beteiligt waren.
Die zwei zentralen Figuren stellen zwei australische Soldaten dar, die nach Osten in Richtung der aufgehenden Sonne blicken. Sie symbolisieren Unterstützung und Kameradschaft. Sie tragen die für Australien typischen Schlapphüte mit dem Abzeichen der aufgehenden Sonne. Die Figuren stehen auf einem erhöhten Podium mit einem radialen Muster, das dem Kennzeichen der Armee nachempfunden ist. Sieben Pfeiler stehen für sieben bedeutende Konflikte, an denen die australische Armee während des 20. Jahrhunderts teilnahm. Diese sind von Wasser umgeben, Symbol für die langen Seereisen, die jeweils notwendig waren.

### Marine-Denkmal

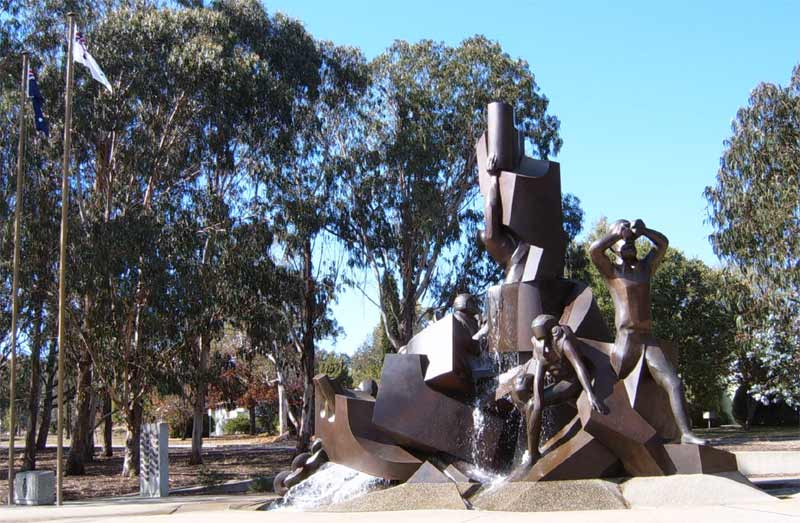
Marine-Denkmal

Der Royal Australian Navy (RAN) ist das Marine-Denkmal (engl. Royal Australian Navy Memorial) gewidmet. Es wurde am 3. März 1986 durch Königin Elisabeth II. offiziell eingeweiht, 75 Jahre nach der Gründung der RAN. Es ehrt die australischen Seeleute, die ihrem Land gedient haben.
Das Denkmal ist auch unter der Bezeichnung „Sailors and Ships – Interaction and Independence“ (Seeleute und Schiffe – Interaktion und Unabhängigkeit) bekannt. Verschiedene Bronzefiguren stellen die täglichen Aktivitäten der Seeleute dar. Geometrische Formen wie die Ankerkette stehen für die Elemente eines Schiffes. Wasserfälle unterstreichen die Dynamik des Denkmals (während der Dürre im Jahr 2005 waren die Denkmäler entlang der ANZAC Parade ausdrücklich von Wassersparmaßnahmen ausgenommen).

### Koreakrieg-Denkmal

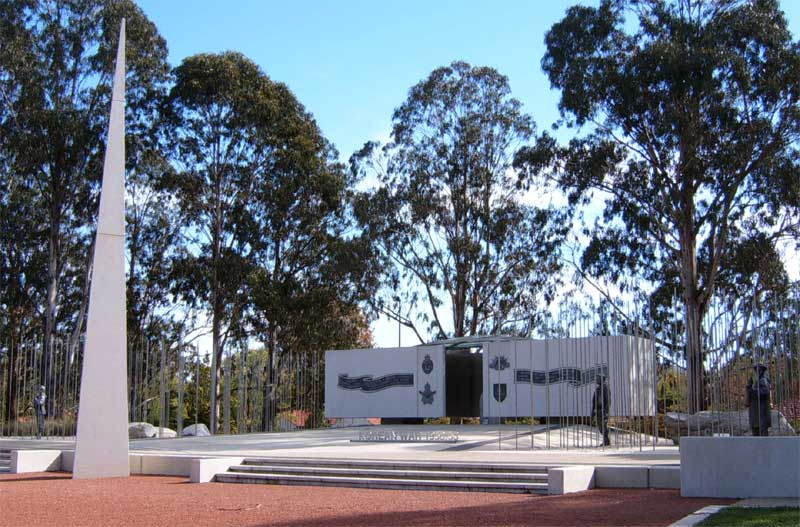
Koreakrieg-Denkmal

Am Koreakrieg von 1950 bis 1953 waren 17.000 australische Soldaten unter dem Kommando der Vereinten Nationen beteiligt. Ihnen ist das Koreakrieg-Denkmal (engl. Australian National Korean War Memorial) gewidmet. Den Grundstein legten der südkoreanische Präsident Kim Dae-jung und der australische Premierminister John Howard am 17. September 1999. Letzterer weihte das Denkmal am 18. April 2000 offiziell ein, zusammen mit Generalgouverneur William Patrick Deane.
Ein Gehweg führt in das halb umschlossene Zentrum des Denkmals. Dieses besteht aus einem Felsen von einem der Schlachtfelder, in dem in koreanischer Sprache die Worte „Peace and Independence“ (Frieden und Unabhängigkeit) eingemeißelt sind. In die umgebende Wand aus rostfreiem Stahl sind Bilder, Landkarten und Texte eingraviert, welche die Geschichte der australischen Soldaten in Korea erzählen. Im Vordergrund steht ein Obelisk, der jene Gefallenen ehrt, die an unbekannten Orten begraben wurden. Umgeben ist das Denkmal von Soldatenfiguren sowie von Stäben aus rostfreiem Stahl.

### Denkmal der Armee-Krankenschwestern

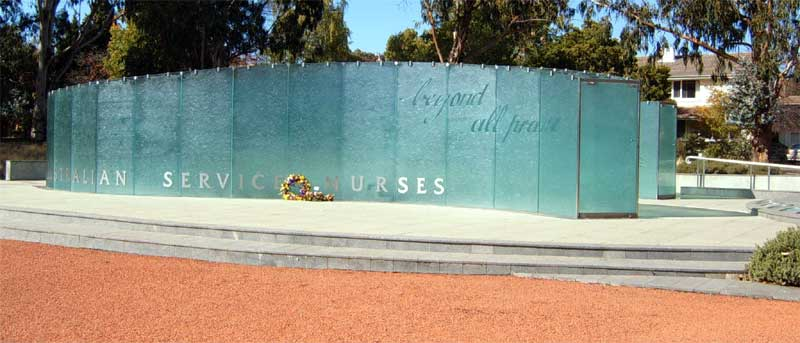
Denkmal der Armee-Krankenschwestern

Das Australian Service Nurses National Memorial ehrt die Krankenschwestern, die in der Royal Australian Navy, der Australian Army, der Royal Australian Air Force und anderen Abteilungen der Australian Defence Force gedient haben. Generalgouverneur William Patrick Deane weihte dieses Denkmal am 2. Oktober 1999 ein.
Das Denkmal besteht aus zwei wellenförmig angeordneten Glaswänden. In die vordere Wand eingraviert sind die Worte „beyond all praise“ (jenseits allen Lobes). Die innere Wand ist mit Bildern und Texten in Form einer Zeitleiste verziert, welche die Geschichte und den Beitrag der Armee-Krankenschwestern darstellen. Neben dem Denkmal befindet sich eine von Rosmarinsträuchern umgebene Ruhezone mit einem Springbrunnen.

### Vietnam-Denkmal

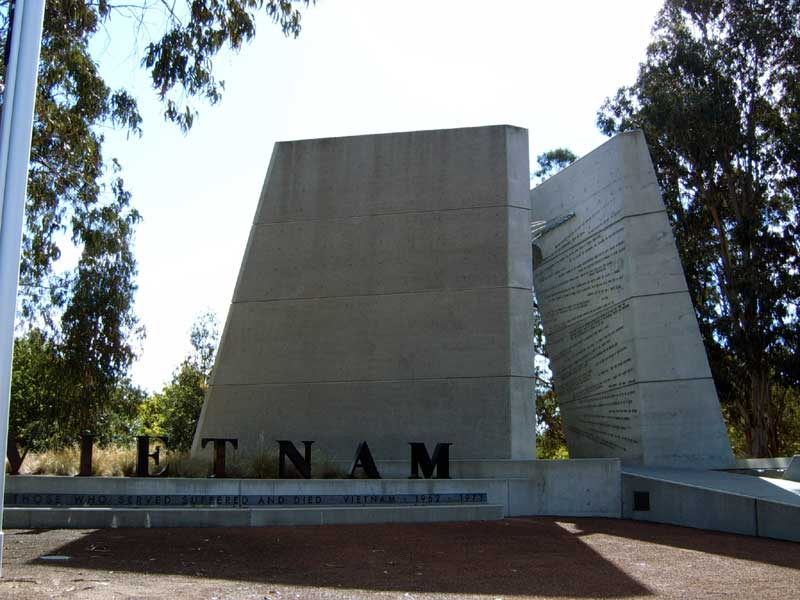
Vietnam-Denkmal

Von 1962 bis 1971 dienten insgesamt 50.000 Angehörige der Australian Army, der Royal Australian Navy und der Royal Australian Air Force im Vietnamkrieg, dies aufgrund des ANZUS-Abkommens mit den USA und Neuseeland. Das Australian Vietnam Forces National Memorial wurde am 3. Oktober 1992 durch General Thomas Daly eingeweiht.
Drei Betonstelen, die aus einem flachen Wassergraben ragen, bilden das Zentrum und umschließen einen Bereich der Besinnung, in dessen Mitte sich ein Steinblock befindet. An die rechte Wand angebracht sind 33 Inschriften mit Zitaten zu bedeutenden militärischen und politischen Ereignissen. In die hintere Wand eingraviert sind Fotos von australischen Soldaten, die nach dem Ende der „Operation Ulmarrah“ auf den Lufttransport zur Basis in Nui Dat warten. Umgeben ist das Denkmal von sechs Sitzbänken, die jenen sechs Soldaten gewidmet sind, die bis heute verschollen sind.

### Luftwaffen-Denkmal

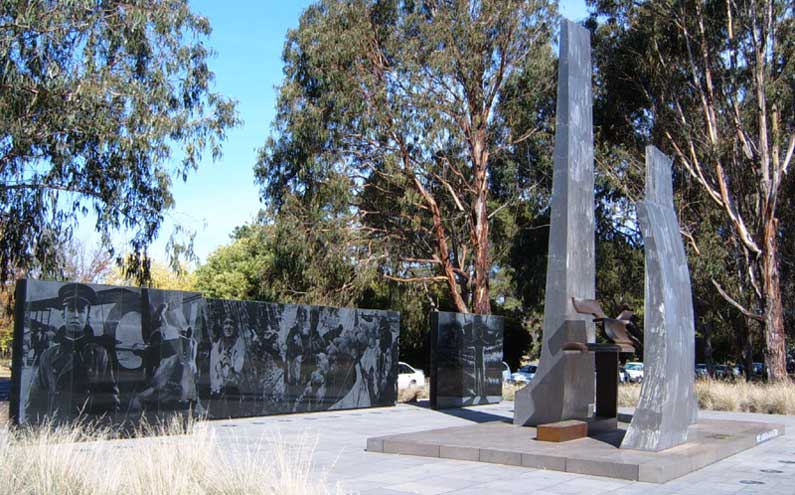
Luftwaffen-Denkmal

Der am 31. März 1923 gegründeten Royal Australian Air Force (RAAF) ist das Luftwaffen-Denkmal (engl. Royal Australian Air Force Memorial) gewidmet. Fünfzig Jahre später weihte es Philip, Duke of Edinburgh ein. Am 1. November 2002 wurde das Denkmal nach einer Umgestaltung und Neuwidmung wiedereröffnet, in Anwesenheit von Generalgouverneur Peter Hollingworth, Premierminister John Howard und Luftmarschall Angus Houston.
Drei nach oben gekehrte Flügel stehen für Ausdauer, Stärke und Mutl. Eine bronzene Skulptur verkörpert das Bemühen des Menschen, die Elemente zu überwinden. In die Basis der Skulptur ist das Motto der RAAF eingraviert: Per ardua ad astra („durch Überwinden von Schwierigkeiten zu den Sternen“). Dieser Teil des Denkmals stammt aus dem Jahr 1973. Drei Wände aus schwarzem Granit kamen 2002 hinzu. Die vordere Wand ist den über 14.000 gefallenen RAAF-Angehörigen gewidmet, auf der Rückseite der zwei kürzeren Wände sind die Battle Honours der RAAF aufgeführt.

### Wüstenreiter-Denkmal

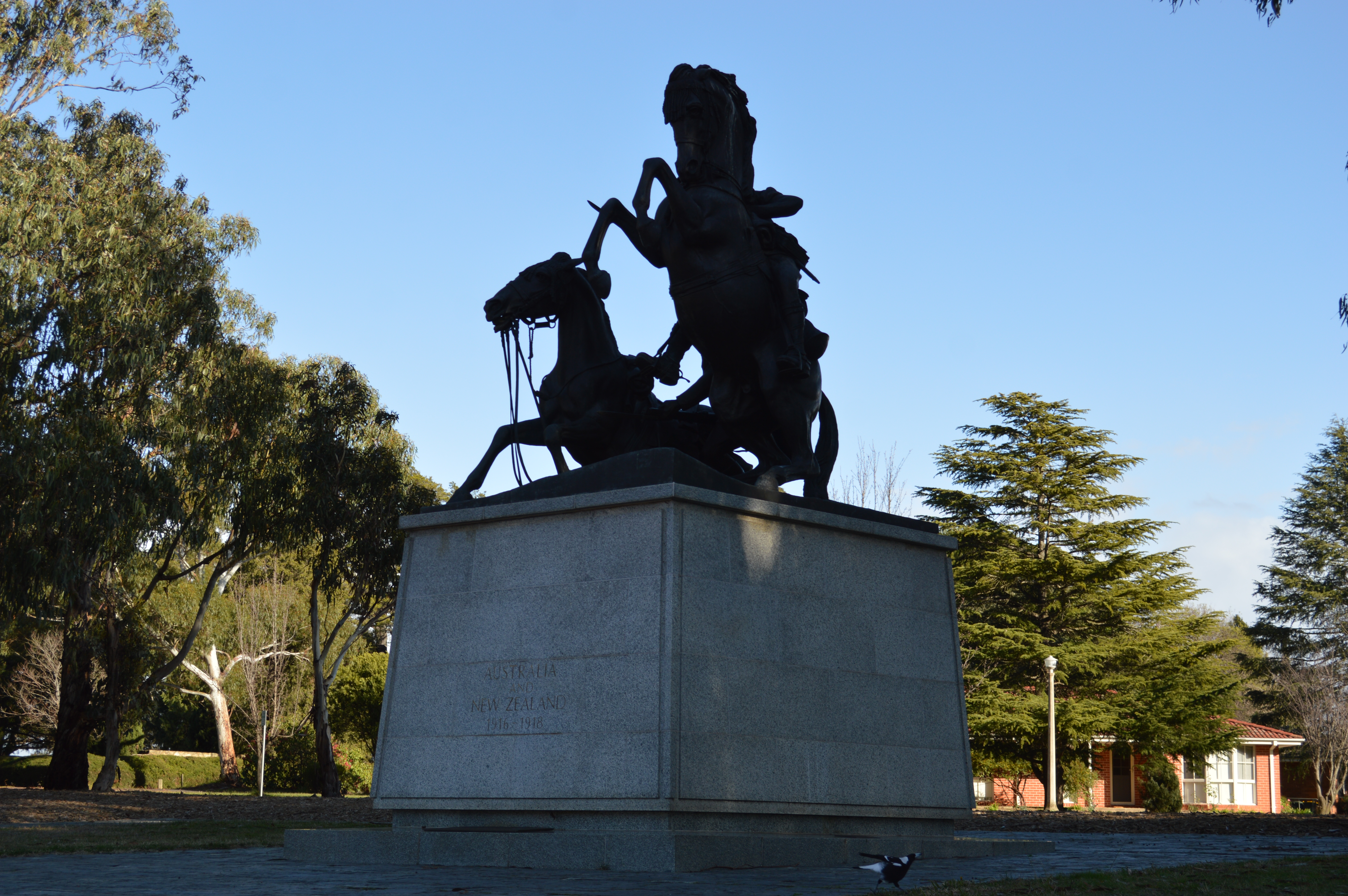
Wüstenreiter-Denkmal

Das Denkmal des berittenen Wüstenkorps (engl. Desert Mounted Corps Memorial) ist die Kopie einer früheren Statue, die der damalige Premierminister Billy Hughes am 23. November 1932 in Port Said enthüllt hatte. Während der Sueskrise 1956 wurde die Statue irreparabel beschädigt. Die Überreste brachte man nach Australien und schuf aus ihnen eine neue Statue. Premierminister John Gorton enthüllte diese am 19. April 1968.
Das Denkmal ist den Wüstenreitern der Australian Army gewidmet, die von 1916 bis 1918 während des Ersten Weltkriegs in Ägypten, Palästina und Syrien kämpften. Dargestellt sind zwei Kavalleristen in der damals üblichen Uniform, mit dem für Australien typischen Schlapphut. Das Pferd auf der rechten Seite wurde verletzt oder erschossen und der Reiter fällt zu Boden; der Reiter auf der linken Seite hilft seinem Kameraden.

### Tobruk-Denkmal

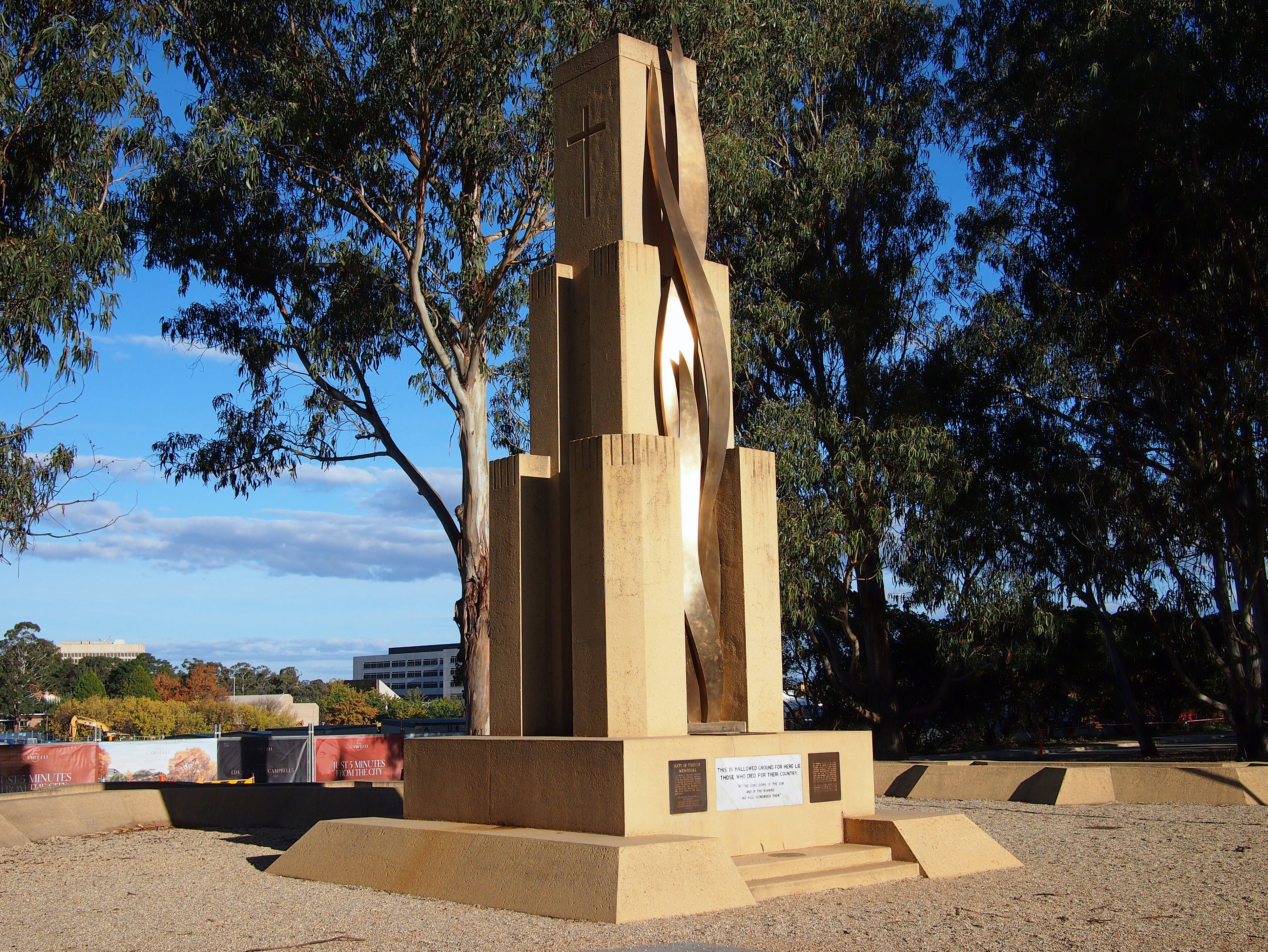
Tobruk-Denkmal

Am 13. April 1983 enthüllte Generalgouverneur Ninian Stephen das Denkmal der „Ratten von Tobruk“ (engl. Rats of Tobruk Memorial). Diese Ehrenbezeichnung erhielten jene australische Soldaten, die von April bis Oktober 1941 die libysche Stadt Tobruk gegen deutschen und italienische Truppen verteidigten (siehe Belagerung von Tobruk).
Das Original des Denkmals war während der Belagerung auf dem Soldatenfriedhof von Tobruk entstanden, wurde später aber zerstört. In die Kopie integriert ist der ursprüngliche Gedenkstein, der einzige erhalten gebliebene Bestandteil (und zeitweise eine Treppenstufe vor dem Postamt von Tobruk). Das Denkmal weist die Form eines Obelisken auf. Umgebende Wände symbolisieren die Verteidigungslinien. 1984 fügte man eine Ewige Flamme in einer Bronzeschale hinzu.

### Burenkrieg-Denkmal

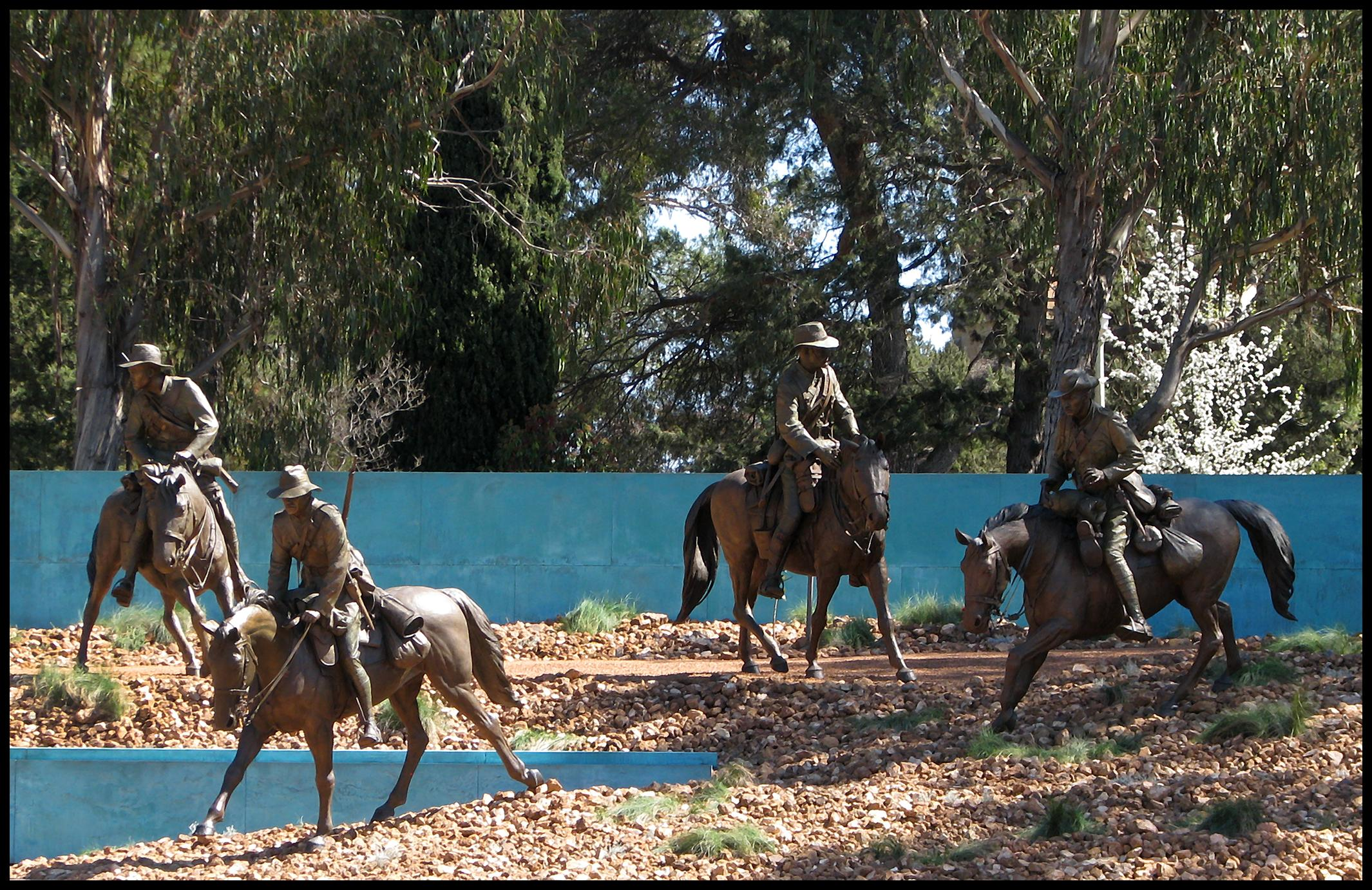
Burenkrieg-Denkmal

Das National Boer War Memorial erinnert an jene 23.000 berittenen Soldaten aus den damals sechs britischen Kolonien in Australien, die von Oktober 1899 bis Mai 1902 in Südafrika am zweiten Burenkrieg teilgenommen hatten. Es wurde am 31. Mai 2017 durch Generalgouverneur Peter Cosgrove eingeweiht.
Dargestellt werden vier australische Soldaten auf Pferden, die durch die Bäume der ANZAC-Parade reiten. Die Bedeutung besteht darin, dass sie einen vierköpfigen Trupp darstellen, eine Standardformation für Kämpfe und Patrouillen. Wenn sie in den Kampf zogen, stiegen drei Männer ab, während der vierte die Pferde in Deckung führte. Briefe des Veteranen Frederick Harper Booth liegen den Pferden zu Füßen.

### Friedenstruppen-Denkmal

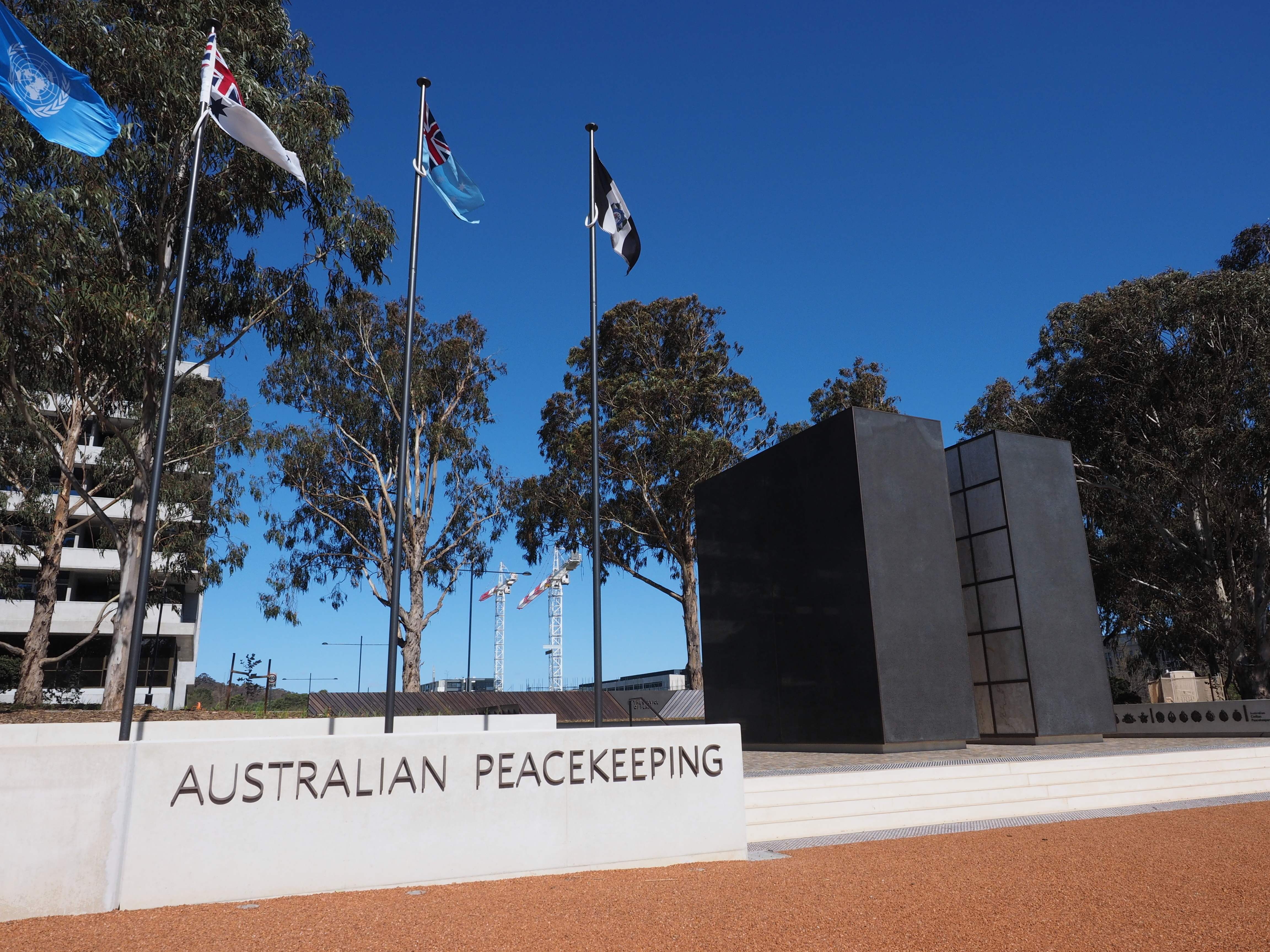
Friedenstruppen-Denkmal

Das Friedenstruppen-Denkmal (engl. Australian Peacekeeping Memorial) gedenkt der Dienste von mehr als 80.000 Soldaten, Polizisten und Zivilisten, die seit 1947 für die Blauhelmtruppen der Vereinten Nationen im Einsatz stehen. Generalgouverneur Peter Cosgrove weihte es am 14. Oktober 2017 ein.
Die Gedenkstätte besteht aus zwei Hauptelementen. Das erste ist ein glühender Lichtdurchgang, der einen kraftvollen Durchgang zum Denkmal darstellt. Der Durchgang befindet sich zwischen zwei massiven Monolithen, die in einem steinernen Innenhof leicht vom Boden abgehoben sind. Der Weg zwischen den beiden polierten Kuben leuchtet mit einem intensiven goldenen Licht. Dieses Licht erinnert an die Rolle der australischen Friedenstruppen und ihre Hilfe für die lokale Bevölkerung.

### Australien-Neuseeland-Denkmal

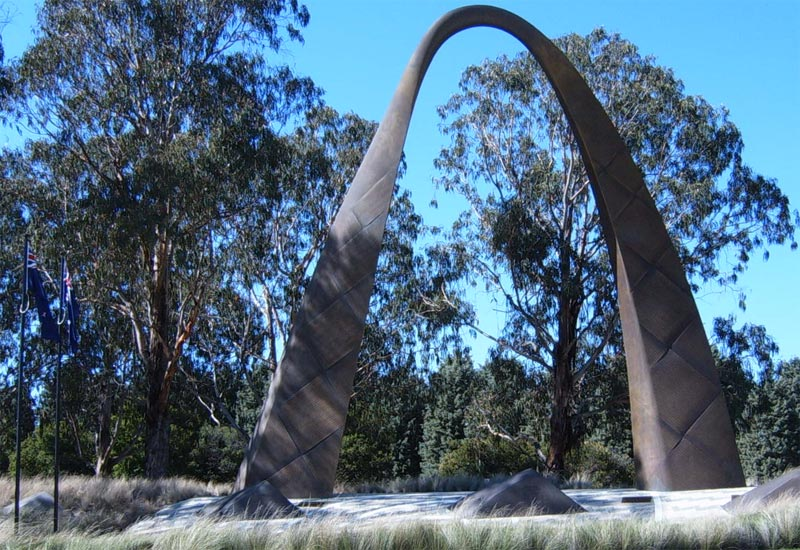
Östlicher (neuseeländischer) Teil des Denkmals

Das australisch-neuseeländische Denkmal (engl. Australia-New Zealand Memorial) wurde am 24. April 2001 durch die Premierminister von Neuseeland und Australien, Helen Clark und John Howard, enthüllt. Das Denkmal aus Bronze ist zweiteilig und steht auf beiden Seiten der Kreuzung von ANZAC Parade und Constitution Avenue. Es erinnert an die engen freundschaftlichen Beziehungen zwischen den benachbarten Staaten. Dargestellt werden zwei Griffe eines Flachskorbes; beide sind elf Meter hoch und symbolisieren einen wichtigen Teil der neuseeländischen Kultur. Das Design der Griffe erinnert an ein Sprichwort der Māori: Mau tena kiwai o te kete, maku tenei („Du hältst einen Griff des Korbes, ich den anderen“).

### Denkmal der Rettungsdienste

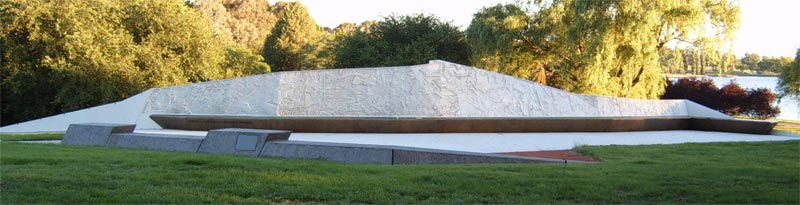
Denkmal der Rettungsdienste

Am Nordufer des Lake Burley Griffin steht das Denkmal der nationalen Rettungsdienste (engl. National Emergency Services Memorial). Es ehrt die Angehörigen von Polizei, Feuerwehr, Notfalldiensten und ähnlichen zivilen Organisationen, die beim Einsatz für die Sicherheit der Bürger ihr Leben lassen mussten. Premierminister John Howard enthüllte das Denkmal am 12. Juli 2004. Ein Merkmal der Gedenkwand ist ein dreidimensionaler Fries, der eine Reihe von Bildern sammelt, welche die Vielfalt der Einsatzkräfte bei der Arbeit widerspiegelt sowie einige ihrer Erfahrungen festhält.